# Inger Gautier Schmit
Pour les articles homonymes, voir Gautier et Schmit.
Inger Gautier Schmit (1877-1963) est une femme politique danoise, membre du parti Venstre. En 1918, elle devient l'une des cinq premières femmes élues au Landsting.

## Biographie
Née à Randers le 25 octobre 1877, Inger Gautier est la fille du vétérinaire militaire Johan Otto Christian Gautier (1848-1913) et de Julie Wilhelmine Langballe (1843-1934). En avril 1914, elle épouse William Schmit (1876-1942), chef de la police, avec qui elle a cinq enfants.
En 1881, elle s'installe avec sa famille à Copenhague, où elle et ses sœurs s'intéressent à la musique. Elle étudie au Conservatoire de musique de 1897 à 1899, poursuivant ses études à Berlin de 1903 à 1904. Lors de son séjour dans l'ouest du Jutland, la Mission intérieure (mouvement évangéliste) l'amène à abandonner la musique pour se concentrer sur le travail social.
À partir de 1907, elle devient étroitement associée au Magdalenehjemmet de Copenhague, une institution visant à aider les « femmes déchues » ou prostituées, en assumant des fonctions de direction. En parallèle, elle étudie les affaires sociales à Londres. Après son mariage avec William Schmit, elle et son mari déménagent à Samsø, où elle élève cinq enfants, et devient membre du conseil de l'église de Tranebjerg (1916-1920). Elle rejoint le parti Venstre et devient membre de leur comité de direction. Aux élections législatives de 1918, malgré peu d'expérience politique, elle est l'une des cinq premières femmes élues au Landsting (les autres sont Nina Bang, Marie Christensen, Marie Hjelmer et Olga Knudsen).
Inger Gautier Schmit développe rapidement ses compétences politiques, se révélant être une oratrice accomplie. Alors que Ventre est représenté par trois femmes au Landsting, il ne l'est pas au Folketing jusqu'à ce que Schmit réussisse à être élue pour Næstved en 1929. Après avoir été réélue, elle y siège jusqu'en 1945, en devenant finalement vice-présidente. En raison de problèmes de santé, elle ne se représente pas en 1945 mais est élue pour Viborg en 1947 avec une large majorité. Avec un total de 30 ans au Rigsdag, elle réalise l'une des plus longues carrières de la première génération de femmes parlementaires. Pour ses longues années de service, elle reçoit la médaille royale de la Récompense (or) en 1949.
Elle meurt à Frederiksberg le 14 avril 1963. Elle est enterrée au cimetière Vestre de Copenhague.